# Diana Gurtskaja
Diana Gurtskaja (Georgisk:დიანა ღურწკაია , russisk: Диана Гудаевна Гурцкая tr. Diana Gudajevna Gurtskaja ; født 2. juli 1978) i Sukhumi, Abkhasiske ASSR, Georgiske SSR, USSR er en russisk georgisk sangerinde. Hun repræsenterede Georgien ved Eurovision Song Contest 2008.